# Colom verdós de Delalande
El colom verdós de Delalande (Treron delalandii) és una espècie d'ocell de la família dels colúmbids (Columbidae) que habita sabanes i boscos poc densos de l'Àfrica meridional, des de les terres baixes de Tanzània oriental i les illes de Zanzíbar i Mafia, cap al sud fins Sud-àfrica.

## Taxonomia
S'han descrit dues subespècies:
- T. c. granti (van Someren, 1919). De Tanzània oriental i illes properes.
- T. c. delalandii (Bonaparte, 1854). Des del sud-est de Tanzània fins Sud-àfrica.

Ambdues subespècies han estat incloses tradicionalment a Treron calvus.